# Siphona albocincta
Siphona albocincta är en tvåvingeart som först beskrevs av Villeneuve 1942.  Siphona albocincta ingår i släktet Siphona och familjen parasitflugor. Inga underarter finns listade i Catalogue of Life.